# Goudronnage

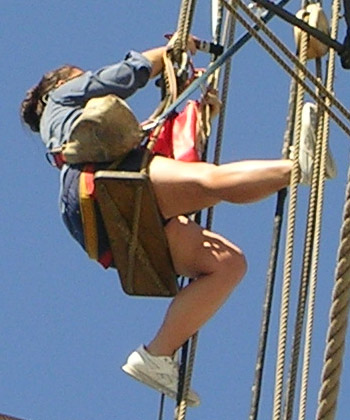
Cordage goudronné en altitude dans le gréement d'un voilier.

Dans la marine à voile ancienne, le goudronnage consistait à étendre du goudron sur les fils de caret des manœuvres dormantes mais aussi grelins, câbles, bois et toiles.
Certains types de cordes devaient être protégés de la pourriture en les recouvrant de goudron. La corde de chanvre nécessite du goudron, mais pas le manille, le coton et les synthétiques. Un goudronnage régulier en mer était nécessaire lorsque les voiliers utilisaient de la corde de chanvre. Les câbles en acier étaient également goudronnés pour éviter la rouille.

## Tarring down
- Description[3].
- Blacking Rigging[4].

## Fabrication de cordages goudronnés en 1913 à Plymouth
L’utilisation de gréements goudronnés intéresse moins l’homme de la mer qu’autrefois en raison du développement rapide et extensif de la puissance de la vapeur. Cependant, les cordages goudronnés sont aujourd'hui utilisé sur des embarcations de divers types, à un point tel que la production d'articles goudronnés est une branche importante de l'industrie du cordage. Le goudron le mieux adapté aux cordages provient de divers membres de la famille des pins et est obtenu par sa distillation, en utilisant d’ancien fours, ou à l’aide de cornues modernes. Il est admis que la marchandise fabriquée au four est supérieure pour les cordages goudronnés et qu'elle est donc utilisée principalement pour la fabrication de corde goudronnée de première qualité. Le goudron, tel qu'il provient du four, est versé dans des barils qui sont expédiés à la corderie. La manière dont ce goudron est manipulé et dont il est fait pour pénétrer dans le fil et y adhérer, comme il est fait à la Plymouth Cordage Company, North Plymouth, Massachusetts, peut être décrit comme suit :

« Le goudron est chauffé à 200 degrés ou plus dans des réservoirs à partir desquels le liquide est acheminé dans de longs bacs doublés de cuivre, où le goudron prend place. Au travers de ces bacs (coppers), courent des tuyaux de vapeur pour réguler davantage la température. Un échauffement excessif entraînerait une perte des qualités du goudron et, pour éviter cela, il faut rafraîchir fréquemment l'approvisionnement des coppers. Les fils, fortement saturés en goudron, sortant du copper, sont comprimés entre deux rouleaux, laissant dans le fil la juste quantité de goudron nécessaire pour les produits en cours de fabrication, et retournant le surplus de goudron au copper. La traction qui porte le fil au travers du goudron et entre les rouleaux provient de deux grands tambours, autour desquels les fils se déplacent préparatoirement à l'enroulement sur les bobines de réception entraînées par friction. Neuf fils ou moins sont généralement assemblées/goudronnées sous la forme de corde, et le processus est essentiellement identique à celui des fils. La riche couleur dorée des marchandises goudronnées, signe extérieur de bons matériaux et de méthodes ad hoc, est désormais reconnue comme la marque de qualité et de résistance aux intempéries des cordage Plymouth. »

## Standing Rigging
Une description du processus se trouve dans Star of India, The Log of an Iron Ship, page 116, note de pied de page 3 :
pour protéger les cordages de l’humidité et de la rouille qui s’ensuivent, il faut d’abord réaliser l’opération qui s’appelle en anglais « worm » (peigner), et que l'on retrouve dans l'expression Worm, parcel and serve, en disposant un brin de corde dans les rainures en spirale, entre les torons, pour obtenir une surface plus lisse. Il passe alors par la seconde opération que l'on appelle parcel (congréer) en enveloppant dans le même sens de longues lanières de tissu de coton (de jute si l'on est pauvre) et il est enfin servi, served en l'enveloppant dans le sens opposé avec de l'hambroline, une corde de chanvre goudronnée à trois brins, un peu plus petite en diamètre que la mine d'un crayon. Enfin, ils sont traités avec du brai de Stockholm.